# 10761 Lyubimets
10761 Lyubimets è un asteroide della fascia principale. Scoperto nel 1990, presenta un'orbita caratterizzata da un semiasse maggiore pari a 2,5925004 UA e da un'eccentricità di 0,1281216, inclinata di 1,29530° rispetto all'eclittica.